# Београдски равногорци
Београдски равногорци — Југословенска војска у отаџбини и Равногорски покрет у окупираном Београду 1941−1944. је историјска монографија српског историчара др Радета Ристановића, научног сарадника Института за савремену историју.

## Опис
Аутор књиге је историчар др Раде Ристановић, научни сарадник Института за савремену историју. Институт за савремену историју је књигу издао 2020. године, а 2021. године је изашло друго издање у саиздаваштву Издавачке куће Catena Mundi и Института за савремену историју.
Монографија се бави организацијом, структуром и развојем Равногорског покрета у Београду током Другог светског рата, затим кадровским и материјалним потенцијалима, те активностима те организације у окупираној престоници Краљевине Југославије. Такође, даје се преглед организовања новчане и материјалне помоћи у граду за потребе Југословенске војске у Отаџбини на терену, пребацивањем људи на слободну територију и издавањем различитог пропагандног и другог штампаног материјала на градској периферији.
У изради је коришћена грађа из Војног архива Министарства одбране Републике Србије, Државног архива Србије, Архива Југославије, Историјског архива Београда и Архива Безбедносно-информативне агенције.
На корицама књиге налази се цитат мајора Александра Михајловића Вилија, команданта Београда ЈВуО:
Ја сам српски официр. Као Србин сам рођен, тако васпитан у учитељској породици, тако сам радио, радим и радићу. Нисам бирао место, нити чекао коњуктуру већ сам одмах пошао тамо где ми је место. Што сам данас у Београду, а не у шуми, то је била Ваша ствар, јер сте тако наредили... Радим овде већ две године и борим се са свим тешкоћама које произилазе из менталитета ових људи и јаке стеге окупатора. Данас после свих претрпљених мука и преброђених тешкоћа, доживљавам да се третирам као предмет за сатисфакцију човека који се међу нама налази од пре 4-5 месеци. Ако сматрате да ће то користити нашој општој светој ствари, ја Вам се опет стављам на расположење и својом главом.— мајор Александар Михајловић Вили, командант Београда ЈВуО